# 屈尔河畔沙特吕
屈爾河畔沙特吕（法語：Chastellux-sur-Cure，法語發音：[ʃatly syʁ kyʁ]）是法国勃艮第-弗朗什-孔泰大区约讷省的一个市镇，属于阿瓦隆区。

## 地理
屈尔河畔沙特吕（47°23'10"N, 3°53'15"E）面积10.55 平方千米，位于法国勃艮第-弗朗什-孔泰大區约讷省，该省份为法国中北部内陆省份，西接卢瓦雷省，西北接塞纳-马恩省，南至涅夫勒省，东临科多尔省，东北与奥布省接壤。
与屈尔河畔沙特吕接壤的市镇（或旧市镇、城区）包括：圣日耳曼德尚、圣马丹迪皮、马里尼莱格利斯、圣安德烈昂莫尔旺。

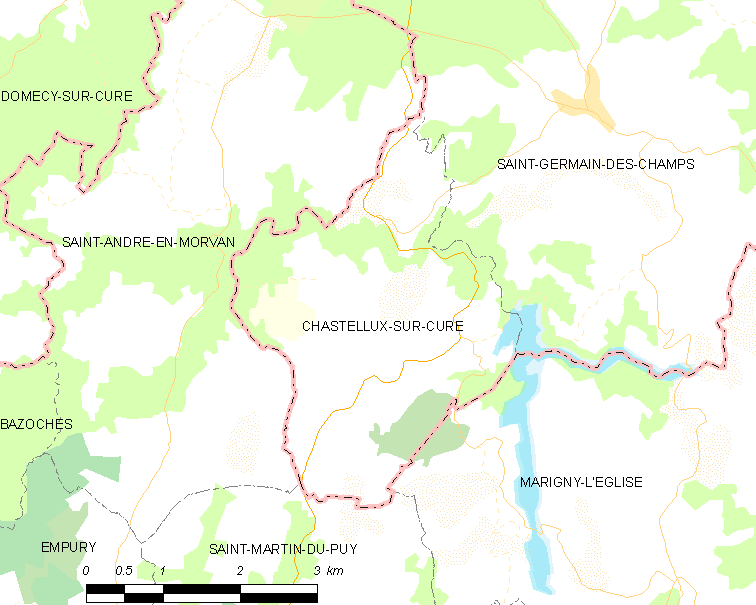
屈尔河畔沙特吕的OSM定位图

屈尔河畔沙特吕的时区为UTC+01:00、UTC+02:00（夏令时）。

## 行政
屈尔河畔沙特吕的邮政编码为89630，INSEE市镇编码为89089。

## 政治
屈尔河畔沙特吕所属的省级选区为阿瓦隆县。

## 人口

1962-2008年间屈尔河畔沙特吕人口变化图示

屈尔河畔沙特吕于2022年1月1日时的人口数量为131人。